# Mistrzostwa Świata w Narciarstwie Dowolnym i Snowboardingu 2015 – skicross kobiet
Rywalizacja kobiet w skicrossie podczas mistrzostw świata w Kreischbergu została rozegrana 25 stycznia na trasie  Tatanka. Mistrzostwa świata z 2013 roku nie obroniła Szwajcarka Fanny Smith, która tym razem uplasowała się na trzecim miejscu. Nową mistrzynią świata została Austriaczka Andrea Limbacher, zaś wicemistrzostwo świata zdobyła Francuska Ophélie David.

## Wyniki

### Kwalifikacje
| 1.                                                                 | 7  | Georgia Simmerling      | Kanada          | 1:05.85 | Q |
| 2.                                                                 | 6  | Ophélie David           | Francja         | 1:05.90 | Q |
| 3.                                                                 | 15 | Marielle Thompson       | Kanada          | 1:06.07 | Q |
| 4.                                                                 | 1  | Marte Høie Gjefsen      | Norwegia        | 1:06.14 | Q |
| 5.                                                                 | 16 | Fanny Smith             | Szwajcaria      | 1:06.20 | Q |
| 6.                                                                 | 4  | Anna Holmlund           | Szwecja         | 1:06.34 | Q |
| 7.                                                                 | 12 | Karolina Riemen-Ż       | Polska          | 1:06.53 | Q |
| 8.                                                                 | 13 | Andrea Limbacher        | Austria         | 1:06.59 | Q |
| 9.                                                                 | 11 | Christina Staudinger    | Austria         | 1:06.59 | Q |
| 10.                                                                | 8  | Andrea Zemanová         | Czechy          | 1:06.73 | Q |
| 11.                                                                | 9  | Heidi Zacher            | Niemcy          | 1:06.93 | Q |
| 12.                                                                | 5  | Sami Kennedy-Sim        | Australia       | 1:07.20 | Q |
| 13.                                                                | 2  | Katrin Ofner            | Austria         | 1:07.60 | Q |
| 14.                                                                | 18 | Julie Brendengen Jensen | Norwegia        | 1:07.71 | Q |
| 15.                                                                | 10 | Julia Eichinger         | Niemcy          | 1:07.80 | Q |
| 16.                                                                | 21 | Nikol Kučerová          | Czechy          | 1:07.86 | Q |
| 17.                                                                | 3  | Alizée Baron            | Francja         | 1:08.08 | Q |
| 18.                                                                | 14 | Anastasija Czircowa     | Rosja           | 1:08.21 | Q |
| 19.                                                                | 23 | Reina Umehara           | Japonia         | 1:08.29 | Q |
| 20.                                                                | 20 | Margarethe Aschauer     | Niemcy          | 1:08.35 | Q |
| 21.                                                                | 19 | Julija Liwinska         | Rosja           | 1:08.53 | Q |
| 22.                                                                | 17 | Sofja Smirnowa          | Rosja           | 1:09.79 | Q |
| 23.                                                                | 22 | Tania Prymak            | USA             | 1:10.11 | Q |
| 24.                                                                | 26 | Whitney Gardner         | USA             | 1:10.28 | Q |
| 25.                                                                | 24 | Josefine Cornelia Fiane | Norwegia        | 1:10.02 | Q |
| 26.                                                                | 25 | Liz Stevenson           | Wielka Brytania | 1:12.98 | Q |
| 27.                                                                | 27 | Pamela Thorburn         | Wielka Brytania | 1:34.90 | Q |
| DNS – nie wystartowała DNF – nie ukończyła Q – awans do 1/8 finału |    |                         |                 |         |   |

### Runda Eliminacyjna

#### 1/8 Finału
| Pozycja | Nr | Zawodniczka        | Kraj    | Uwagi |
| ------- | -- | ------------------ | ------- | ----- |
| 1.      | 21 | Nikol Kučerová     | Czechy  | Q     |
| 2.      | 3  | Alizée Baron       | Francja | Q     |
| DNS     | 7  | Georgia Simmerling | Kanada  |       |

| Pozycja | Nr | Zawodniczka             | Kraj     | Uwagi |
| ------- | -- | ----------------------- | -------- | ----- |
| 1.      | 13 | Andrea Limbacher        | Austria  | Q     |
| 2.      | 11 | Christina Staudinger    | Austria  | Q     |
| 3.      | 24 | Josefine Cornelia Fiane | Norwegia |       |
| 4.      | 26 | Whitney Gardner         | USA      |       |

| Pozycja | Nr | Zawodniczka      | Kraj       | Uwagi |
| ------- | -- | ---------------- | ---------- | ----- |
| 1.      | 5  | Sami Kennedy-Sim | Australia  | Q     |
| 2.      | 16 | Fanny Smith      | Szwajcaria | Q     |
| 3.      | 19 | Julija Liwinska  | Rosja      |       |

| Pozycja | Nr | Zawodniczka         | Kraj     | Uwagi |
| ------- | -- | ------------------- | -------- | ----- |
| 1.      | 1  | Marte Høie Gjefsen  | Norwegia | Q     |
| 2.      | 20 | Margarethe Aschauer | Niemcy   | Q     |
| 3.      | 2  | Katrin Ofner        | Austria  |       |

| Pozycja | Nr | Zawodniczka             | Kraj     | Uwagi |
| ------- | -- | ----------------------- | -------- | ----- |
| 1.      | 15 | Marielle Thompson       | Kanada   | Q     |
| 2.      | 18 | Julie Brendengen Jensen | Norwegia | Q     |
| 3.      | 23 | Reina Umehara           | Japonia  |       |

| Pozycja | Nr | Zawodniczka     | Kraj            | Uwagi |
| ------- | -- | --------------- | --------------- | ----- |
|         | 4  | Anna Holmlund   | Szwecja         | Q     |
|         | 9  | Heidi Zacher    | Niemcy          | Q     |
|         | 17 | Sofja Smirnowa  | Rosja           |       |
| DNS     | 27 | Pamela Thorburn | Wielka Brytania |       |

| Pozycja | Nr | Zawodniczka       | Kraj            | Uwagi |
| ------- | -- | ----------------- | --------------- | ----- |
| 1.      | 12 | Karolina Riemen-Ż | Polska          | Q     |
| 2.      | 8  | Andrea Zemanová   | Czechy          | Q     |
| 3.      | 25 | Liz Stevenson     | Wielka Brytania |       |
| DNF     | 22 | Tania Prymak      | USA             |       |

| Pozycja | Nr | Zawodniczka         | Kraj    | Uwagi |
| ------- | -- | ------------------- | ------- | ----- |
| 1.      | 6  | Ophélie David       | Francja | Q     |
| 2.      | 10 | Julia Eichinger     | Niemcy  | Q     |
| 3.      | 14 | Anastasija Czircowa | Rosja   |       |

#### Ćwierćfinał
| Pozycja | Nr | Zawodniczka          | Kraj    | Uwagi |
| ------- | -- | -------------------- | ------- | ----- |
| 1.      | 13 | Andrea Limbacher     | Austria | Q     |
| 2.      | 21 | Nikol Kučerová       | Czechy  | Q     |
| 3.      | 11 | Christina Staudinger | Austria |       |
| 4.      | 3  | Alizée Baron         | Francja |       |

| Pozycja | Nr | Zawodniczka         | Kraj       | Uwagi |
| ------- | -- | ------------------- | ---------- | ----- |
| 1.      | 16 | Fanny Smith         | Szwajcaria | Q     |
| 2.      | 20 | Margarethe Aschauer | Niemcy     | Q     |
| 3.      | 5  | Sami Kennedy-Sim    | Australia  |       |
| 4.      | 1  | Marte Høie Gjefsen  | Norwegia   |       |

| Pozycja | Nr | Zawodniczka             | Kraj     | Uwagi |
| ------- | -- | ----------------------- | -------- | ----- |
| 1.      | 9  | Heidi Zacher            | Niemcy   | Q     |
| 2.      | 15 | Marielle Thompson       | Kanada   | Q     |
| 3.      | 4  | Anna Holmlund           | Szwecja  |       |
| 4.      | 18 | Julie Brendengen Jensen | Norwegia |       |

| Pozycja | Nr | Zawodniczka       | Kraj    | Uwagi |
| ------- | -- | ----------------- | ------- | ----- |
| 1.      | 6  | Ophélie David     | Francja | Q     |
| 2.      | 10 | Julia Eichinger   | Niemcy  | Q     |
| 3.      | 12 | Karolina Riemen-Ż | Polska  |       |
| 4.      | 8  | Andrea Zemanová   | Czechy  |       |

#### Półfinał
| Pozycja | Nr | Zawodniczka         | Kraj       | Uwagi |
| ------- | -- | ------------------- | ---------- | ----- |
| 1.      | 16 | Fanny Smith         | Szwajcaria | QF    |
| 2.      | 13 | Andrea Limbacher    | Austria    | QF    |
| 3.      | 21 | Nikol Kučerová      | Czechy     | QSF   |
| 4.      | 20 | Margarethe Aschauer | Niemcy     | QSF   |

| Pozycja | Nr | Zawodniczka       | Kraj    | Uwagi |
| ------- | -- | ----------------- | ------- | ----- |
| 1.      | 6  | Ophélie David     | Francja | QF    |
| 2.      | 10 | Julia Eichinger   | Niemcy  | QF    |
| DNF     | 15 | Marielle Thompson | Kanada  | QSF   |
| DNF     | 9  | Heidi Zacher      | Niemcy  | QSF   |

#### Finały
Mały Finał
| Pozycja | Nr | Zawodniczka         | Kraj   |
| ------- | -- | ------------------- | ------ |
| 5.      | 9  | Heidi Zacher        | Niemcy |
| 6.      | 21 | Nikol Kučerová      | Czechy |
| 7.      | 20 | Margarethe Aschauer | Niemcy |
| 8.      | 15 | Marielle Thompson   | Kanada |

Finał
| Pozycja | Nr | Zawodniczka      | Kraj       |
| ------- | -- | ---------------- | ---------- |
|         | 13 | Andrea Limbacher | Austria    |
|         | 6  | Ophélie David    | Francja    |
|         | 16 | Fanny Smith      | Szwajcaria |
| 4.      | 10 | Julia Eichinger  | Niemcy     |